# مجزرة السنك والخلاني
مجزرة السنك والخلاني هي سلسلة أعمال قتل مُمنهجة استهدفت المُتظاهرين العراقيين في العاصمة العراقية بغداد، وذلك في تاريخ 6 ديسمبر 2019، وقد ذهب ضحية هذه المَقْتلة زهاء 23 قتيلًا وأكثر من 123 جريحًا، وقد جرت العمليات عقب أسبوع من مجزرة الناصرية وحرق القنصلية الإيرانية في النجف.

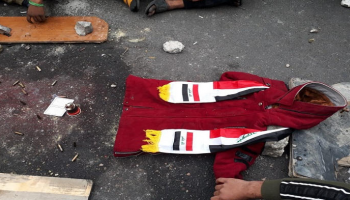
ثياب أحد شهداء مجزرة السنك

## خلفية
اندلعت مظاهرات عارمة في العراق في مطلع شهر اكتوبر 2019 وعرفت بثورة اكتوبر و سعت الحكومة لاخماد هذه الثورة بالوعود والاصلاحات لكنها فشلت فقامت بقمع الثورة بالرصاص الحي والقنابل المسيلة للدموع الاعتقالات العشوائية.

## أحداث
نشرت "هيومن رايتس ووتش" تقريرا يفيد بوجود قوات مسلحة «غير محددة» الهوية، يظهر تعاونا بينها وبين قوات الأمن المحلية والوطنية العراقية، تاركة خلفها الكثير من جرائم القتل الوحشية في بقعة الاعتصام الرئيسية في بغداد يوم السادس من ديسمبر.
وبحسب المنظمة، فإن تقديرات أعداد الضحايا تتراوح ما بين 29 و80 قتيلا، بالإضافة إلى 137 جريحا، بينما تم قطع الكهرباء عن المنطقة خلال الهجوم، ما جعل مهمة التعرف على القتلة أو الفرار نحو الأمان أصعب على حد سواء.
كما شهدت تلك البقعة انسحاب قوات الشرطة والجيش بالتزامن مع دخول الميليشيا، التي ارتدى بعض أفرادها زيا موحدا، وبدأوا بإطلاق النار.
أتى هذا الهجوم عقب ثلاثة شهور من الاعتصامات في العاصمة بغداد وجنوبي العراق، ما رفع محصلة القتلى إلى 511، بحسب وزارة الصحة.
وبحسب المنظمة الحقوقية، فإن الوصول إلى مستوى القتل غير القانوني بواسطة قوات الدولة، يوجب على دول مثل الولايات المتحدة، والمملكة المتحدة وإيران، والتي تقدم دعما وتدريبا عسكريا وأمنيا للعراق، التوقف عن تقديم الدعم حتى تتخذ إجراء فعالا لوقف عمليات القتل ومحاسبة المسؤولين عنها. كما يوجب الأمر اجتماع لجنة حقوق الإنسان بالأمم المتحدة في جنيف بجلسة خاصة حول قتل المتظاهرين في العراق.
قالت سارة ليا ويتسن، مديرة قسم الشرق الأوسط في «هيومن رايتس ووتش»: «لا يمكن للولايات المتحدة والمملكة المتحدة وإيران أن تتصرف بازدواجية، فتدعو الحكومة العراقية إلى احترام حقوق المحتجين وتدعم القوات العراقية التي تقتل المتظاهرين أو تقف متفرجة. مع استمرار قتل المتظاهرين يوما بعد يوم، على هذه الدول إنهاء الدعم».
خمسة شهود على القتل قالوا للمنظمة عبر الهاتف أنهم في السادس من ديسمبر وبينما كان ما يقرب من الألف معتصم في ساحة الخلاني (تبعد 600 مترا عن ميدان التحرير باتجاه الشمال)، وفي «كراج السنك» المكون من خمسة طوابق (حيث يمكث محتجون هناك منذ 16 نوفمبر)، في وقت يقارب الساعة 7:30 من مساء ذلك اليوم، شاهدوا سبع شاحنات تتحرك بسرعة نحو ساحة الخلاني ثم أبطأت حركتها، كان يعتليها رجال بأسلحة وملابس سوداء موحدة (لكنها مدنية).
وبينما كانت المركبات تسير ببطء في الميدان، فتح المسلحون النيران من بنادق «كلاشنيكوف» (AK-47) ومدافع رشاشة من طراز «بي كي»(PK) فوق المتظاهرين، قبل إنزال الرشاشات وإطلاق النار عليهم مباشرة. في ذلك الوقت، قال الشهود إن المحتجين كانوا يتجمعون سلميا ولم يهددوا بأي أعمال عنف.
وقال الشهود إنهم رأوا حوالي 20 عنصرا من الشرطة الاتحادية وقوات الأمن العراقية كانوا يحرسون نقطتي تفتيش في الساحة يغادرون بالسيارات عند وصول المسلحين. بعد حوالي تسع ساعات، الساعة 4:30 صباح السابع من ديسمبر، غادر المسلحون، وفي غضون بضع دقائق، عادت قوات الأمن.
وقال شهود عيان إن الكهرباء في ساحة الخلاني ومرآب السنك توقفت لمدة قاربت الساعة مع بدء إطلاق النار، وفي ساحة التحرير لبضع دقائق، ما أدى إلى إطفاء إنارة الشوارع.
وبحسب أحد الشهود، «كل ما كنا نستطيع رؤيته هو ضوء الرصاص». بينما لم تنقطع الكهرباء في مناطق مجاورة مباشرة للساحات.
كما قال الشهود إنه بعد إطلاق النار على الناس في الميدان، توجه الرجال في الشاحنات إلى مرآب السنك. وقال متظاهر إنه كان في الطابق الأول من المرآب مع حوالي 150 متظاهرا آخرين عندما سمع صوت إطلاق نار. ثم رأى نحو 30 رجلا بملابس مدنية يحملون السواطير والعصي يقتحمون المبنى.
بعد بضع دقائق، رأى المتظاهر خمس شاحنات صغيرة تنسحب إلى الخارج، ويدخلها رجال يرتدون زيا أسودا يحملون أسلحة. وبينما كان يهرب عبر الدرج وخرج من المبنى، قال إنه رأى رجالا مسلحين يفتحون النار على المتظاهرين داخل المبنى ويطعنون الآخرين، ورأى ما لا يقل عن سبعة محتجين جرحى.
وقال متظاهر في الطابق الثاني إنه سمع صرخات من الطابق الأول، ورأى مسلحين يظهرون ويطعنون المحتجين الذين حاولوا اعتراض طريقهم. وبحسب تعبيره «رأيت كثيرا من الناس يصابون، ولكن كل ما كان يمكنني التفكير فيه هو كيف أخرج نفسي من هناك».
وقال المتظاهر الذي كان في الطابق الأول إنه عندما خرج اختبأ خلف كتلة خرسانية، وعندما نظر إلى الوراء، رأى مسلحا يرمي النار نحو متظاهر من الطابق الثالث، وآخرين يشعلون إطارات لإغلاق مخارج الطوارئ.
وأضاف «ما يزال خمسة من أصدقائي مفقودون، ولا أعرف إن كانوا قد ماتوا أو احتجزوا. رأيت المسلحين يحملون الجثث في حافلاتهم وشاحناتهم قبل ساعة واحدة من المغادرة عند 4:30 صباحا».
متظاهر آخر كان خارج المرآب قال إنه رأى 10 متظاهرين على الأقل يتعرضون لإطلاق النار من حوله.
وقال هو وطبيبان موجودان في ساحة الخلاني إنهم رأوا عربات «توك توك» تستخدم كسيارات الإسعاف حاولت ثلاث مرات الاقتراب من الجرحى لإجلائهم. وفي كل مرة ألقى المسلحون قنابل «مولوتوف» نحوها لإيقافها.
وقالوا إن مجموعة أكبر من المتظاهرين هرعوا إلى الجثث ونقلوا الجرحى في نهاية الأمر.
وبحسب ويتسن، «هناك أدلة قوية على توكيل السلطات العراقية جهات أخرى للقيام بالعمل القذر نيابة عنها، إذ غادر عناصرها مع بدء عمليات القتل وعادوا للمساعدة في الاعتقالات. سواء وقفت القوات العراقية وسمحت لهؤلاء المسلحين بمهاجمة المحتجين أو ارتكبت جرائم القتل بنفسها، فإنها مسؤولة».
وبحسب «هيومن رايتس ووتش»، فقد راجعت المنظمة 11 مقطع فيديو من تلك الليلة، والتي بدا أنها تدعم عديدا من الشهادات التي تلقتها.
ووفقا لـ«المفوضية العليا لحقوق الإنسان - العراق»، فقد أدى الهجوم إلى مقتل تسعة محتجين على الأقل وإصابة 85 مدنيا آخرين.
رغم ذلك، أكد مصدر طبي «موثوق» ببغداد لـ«هيومن رايتس ووتش»، مقتل 29 شخصا على الأقل بالهجوم، بسبب الطعن وجروح الرصاص، و137 جريحا آخرين. وقال رائد في السلك الطبي بالجيش لصحيفة «ذا تايمز» اللندنية إن ما يصل إلى 80 أو 85 قتلوا.
وتحدثت المنظمة عن شهادات تدور حول اعتقال ثلاثة محتجين على يد القوات المسلحة، واحتجازهم في خيمة طبية لمدة 8 ساعات، ثم نقلوهم إلى مكان آخر.
وبحسب المنظمة، فهناك «فيديو نشر على» فيسبوك«في 8 ديسمبر يظهر قيادة قوات عمليات بغداد في نفس الخيمة الطبية وهي تطلق سراح نحو ثمانية رجال مكبلي الأيدي ومعصوبي الأعين. يقول الأسرى إنهم تعرضوا للإيذاء الجسدي، ويخبرهم أحد العناصر أنهم احتجزوا من قبل» كتائب حزب الله«التابعة لـ» قوات الحشد الشعبي«، التي تخضع رسميا لسيطرة رئيس الوزراء والمرتبطة بإيران، وأن القيادة موجودة هناك لمساعدتهم».
الجدير بالذكر أن الحادث أتى بعد ساعات من إعلان الحكومة الأميركية فرض عقوبات على ثلاثة من كبار أعضاء الحشد الشعبي، الميليشيات التي أثارت الجدل في العراق.
وكان رئيس الوزراء عادل عبد المهدي قد استقال من منصبه في 29 تشرين الثاني، استجابة لمطالب المتظاهرين.
رغم ذلك، لم تتخذ الحكومة أي إجراءات جادة للحد من الانتهاكات بحق المحتجين. وفي بداية ديسمبر، أدانت المحكمة الجنائية في واسط عنصري شرطة لاستخدامهما القوة المفرطة وقتل المتظاهرين، وأصدرت محاكم جنوبية أخرى أوامر اعتقال ضد عناصر في النجف وذي قار بتهمة استخدام القوة المفرطة وإصدار أوامر أدت إلى مقتل محتجين.
وبحسب «هيومن رايتس ووتش»، فإن السلطات القضائية لم تتخذ بعد أي إجراءات ضد العناصر في بغداد. مع ذلك، وفي 8 ديسمبر، أقالت الحكومة قائد قيادة عمليات بغداد اللواء قيس المحمداوي.
وحملت المنظمة الحقوقية الحكومة العراقية المسؤولية الرئيسية عن حماية حق العراقيين في الحياة. وقالت إنها «ينبغي لها أن تحدد على وجه السرعة الجماعات وقوات الأمن التي شاركت في عمليات القتل هذه أو نسقتها وأن تعلن مرتكبيها». وشددت على ضرورة أن يتم «تعويض ضحايا جميع عمليات القتل غير القانونية».
وفي نهاية تقريرها، لفتت المنظمة إلى أن التحالف الذي تقوده الولايات المتحدة ضد تنظيم «داعش»، والذي يشمل أستراليا وبلجيكا وكندا والدنمارك وفرنسا وهولندا وتركيا والمملكة المتحدة، مستمر في دعمه لقوات الأمن العراقية. مشيرة إلى أنه «نادرا ما تنشر دول التحالف معايير الدعم أو المستفيدين منه». مضيفة أن الكونغرس الأميركي خصص 850 ألف دولار للبرامج الأمنية في العراق العام 2019. وأن إيران تقدم الدعم للقوات العراقية، ولقوات الحشد الشعبي، التي يصعب تتبعها.
«يقول شاهد تلو الآخر إن قوات الأمن الرسمية غادرت الساحة بينما كان رجال يحملون رشاشات يسرعون في إطلاق النار على المتظاهرين. يبدو أن السلطات سمحت بقطع الكهرباء، حيث أغرقت المتظاهرين بالظلام من دون أن يضيء السماء أي شيء غير طلقات الرصاص»، قالت ويتسن.

## ردود أفعال
داخلياً
تحالف سائرون: طالب تحالف سائرون، بالكشف عن الجهات التي تقف وراء أحداث السنك والخلاني التي شهدتها بغداد مساء الجمعة، وأسفرت عن مقتل 19 وإصابة 70 شخصا.
خارجياً
• الأمم المتحدة: ندين بأقوى العبارات اطلاق النار من قبل مليشيات على المتظاهرين العزل في وسط العاصمة بغداد ليلة الجمعة، مما ترك عددا عاليا من القتلى والإصابات بين المواطنين الابرياء”.
•الأتحاد الأوربي: وصف سفير الاتحاد الأوروبي في العراق، مارتن هوث، أحداث ساحة الخلاني وجسر السنك وسط بغداد التي حصلت يوم أمس بـ”جرائم قتل”.
•  كندا : غرد السفير الكندي بالعراق، أولريك شانون، على حسابه في “تويتر” باللغة العربية، قائلاً إنه لا يجوز في أي بلد ذي سيادة أن تسمح الدولة بتواجد مجموعات مسلحة تمثل أجندات خاصة.
• الولايات المتحدة : أصدرت وزارة الخارجية الأمريكية بيان تدين فيه قتل المتظاهرين وتدعو السلطات فيبغداد بمحاسبة قتلة المتظاهرين.
• المملكة المتحدة : أدانت بريطانيا قتل المتظاهرين السلميين في بغداد، وطالبت بمحاسبة مرتكبي الجرائم.
• منظمة العفو الدولية: حصلنا على إفادات مفصلة من شهود عيان عن الهجوم المنسق الذي نفذه مسلحون مجهولون في بغداد والذي أسفر عن مصرع وإصابة 150 شخصًا، وعلى السلطات فتح تحقيق عاجل وشفاف لهذه الحادثة.
• فرنسا : ادانت فرنسا، امس السبت، الهجوم على المتظاهرين في العاصمة بغداد. وقالت السفارة الفرنسية في العراق في بيان لها انها تدين الهجوم المميت ضد المتظاهرين قرب ساحة التحرير الليلة قبل الماضية. واضافت انه يجب الكشف عن هوية المذنبين بوضوح وعليهم ان يعرضوا على العدالة بسبب هذه الافعال الشنيعة.